# (13722) Campobagatin
(13722) Campobagatin est un astéroïde de la ceinture principale.

## Description
(13722) Campobagatin est un astéroïde de la ceinture principale. Il fut découvert le 27 août 1998 à la station Anderson Mesa par le programme LONEOS. Il présente une orbite caractérisée par un demi-grand axe de 2,62 UA, une excentricité de 0,21 et une inclinaison de 2,5° par rapport à l'écliptique.

## Compléments